# Wojciech Medyński
Wojciech Medyński (ur. 18 lipca 1976 w Kożuchowie) – polski aktor teatralny, telewizyjny i filmowy.

## Życiorys

### Wczesne lata
Urodził się i wychował w Kożuchowie jako najmłodszy z trojga dzieci Lidii Medyńskiej i Jana Medyńskiego, przewodniczącego Rady Miejskiej Kożuchowa. Ma starszego brata Mariusza (ur. 1966) i starszą siostrę Małgorzatę (ur. 1968). W latach 1983-1996 tańczył i śpiewał w Placówce Wychowania Pozaszkolnego Zespole Folklorystycznym „Lubuskie Słoneczko” w Kożuchowie. Jako nastolatek występował na scenie w inscenizacji Adama Mickiewicza Dziady jako Guślarz. W 1995 ukończył Liceum Ogólnokształcące im. Armii Krajowej w Kożuchowie. W 2000 ukończył Państwową Wyższą Szkołę Filmową, Telewizyjną i Teatralną im. Leona Schillera w Łodzi.

### Kariera
19 grudnia 1998 zagrał swoją debiutancką teatralną rolę Dymitra Mózgownicy w spektaklu Antoniego Czechowa Wesele w łódzkim Teatrze im. Stefana Jaracza, z którym związany był aż do 2005. Można go było oglądać w spektaklach: nagrodzonym Złotą Łódką i Złotą Maską przedstawieniu Szekspira Sen nocy letniej (1998), Romeo i Julia Szekspira (2001) w roli Romea i Parysa, Skóra węża Tennessee Williamsa (2002), Historia o miłosiernej, czyli testament psa (2004) czy Wojna matka (2004). Wystąpił także w widowisku telewizyjnym – tragikomedii Zatrudnimy clowna według Matei Vişnieca w Teatrze Studyjnym w Łodzi (2000) i współpracował z kabaretem.
Grał w teatrach warszawskich, w tym Scena Prezentacje i Komedia. Od 2004 współpracował z warszawskim Teatrem Syrena, debiutując na jego deskach w roli Mateusza w Operze za trzy grosze. Od 2011 występował z grupą stand-up AB OVO.
Na kinowym ekranie debiutował rolą Zbyszka, przyjaciela i menedżera młodego koszykarza-amatora w filmie Jarosława Żamojdy Sześć dni Strusia (2000). Następnie pojawiał się gościnnie w sitcomach: Lokatorzy (2000), TVN Kasia i Tomek (2003), Sąsiedzi (2003, 2005), TVN Niania (2005) i TVP1 Bulionerzy (2006) oraz serialu Polsatu Samo życie (2002-2006) jako student Wyższej Szkoły Oficerskiej Wojsk Powietrznych w Dęblinie.
Od 8 marca do 5 kwietnia 2008 uczestniczył w trzeciej edycji programu telewizji Polsat Jak oni śpiewają. Zajął dziesiąte miejsce, odpadając w piątym odcinku. Od 8 marca do 12 kwietnia 2009 brał udział w dziewiątej edycji programu TVN Taniec z gwiazdami. Jego partnerką taneczną była Izabela Janachowska, z którą zajął siódme miejsce, odpadając w szóstym odcinku. Pojawił się w teledysku Magdy Steczkowskiej i zespołu Indigo do piosenki „Nie skoczył” (2010).

## Filmografia

### Filmy fabularne
- 2000: 6 dni strusia jako Zbyszek, menedżer Tomka
- 2002: Kariera Nikosia Dyzmy jako kelner roznoszący wódkę na przyjęciu
- 2003: Casus belli jako Playboy II

### Filmy TV
- 2001: Pokolenie 2000 – Inferno jako kochanek matki Anki

### Seriale TV
- 2000: Sukces jako przyjaciel Anetki, dziewczyny prezesa Miśkiewicza
- 2000: Lokatorzy jako Michał, chłopak Zuzi
- 2002-2006: Samo życie jako Piotr Markowski
- 2003: Sąsiedzi jako doktor Rafał Ziemiański
- 2003: Kasia i Tomek jako Spiker na „Gali Multimedialnej” (głos)
- 2004: Psie serce jako Andrzej
- 2005: Niania odc.1 jako Daniel Jarosiński, były narzeczony Frani
- 2005: Sąsiedzi jako Wojtek Makarski
- 2005: Kryminalni jako Szantażysta (odc. 14)
- 2006: Bulionerzy jako aktor Waldek Gniazdowski
- 2007: Tylko miłość jako Witold, impresario piosenkarki Sylwii Sztern
- 2007: M jak miłość jako Michał, strażak, nowy partner Simony
- 2008: Klan jako Grzegorz, biznesmen
- 2007-2008, 2010–2011: Pierwsza miłość jako Manuel, nauczyciel salsy z Kuby
- 2010: Na Wspólnej jako Robert Wrzos
- 2011: Na dobre i na złe jako Maks
- 2011: Plebania jako Mikołaj
- 2011–2013: Galeria jako Piotr
- 2017-2019: Policjantki i policjanci jako starszy aspirant Borys Jóźwiak
- 2019: Łowcy cieni jako Brunon Małecki

### Teledyski
| Rok   | Tytuł                    | Wykonawca                  | Rola                                      |
| ----- | ------------------------ | -------------------------- | ----------------------------------------- |
| 2003  | „Chcę być idolem”        | Kasa                       | Wojtek Gest                               |
| 2003  | „Oczy szeroko zamknięte” | Łzy                        | żonaty model romansujący z młodą fotograf |
| 2003  | „Być z tobą”             | Bajm                       | kochanek                                  |
| 2008  | „Rozmawiać z tobą chcę”  | Lidia Kopania              | rozmówca                                  |
| 2010: | „Nie skoczył”            | Magda Steczkowska i Indigo | mężczyzna                                 |
| 2010: | „Książę”                 | Kasia Cerekwicka           | zdradzający mąż                           |

## Role teatralne
| data premiery        | tytuł                                         | autor               | reżyser                                           | rola                             | teatr                               |
| -------------------- | --------------------------------------------- | ------------------- | ------------------------------------------------- | -------------------------------- | ----------------------------------- |
| 19 grudnia 1998      | Wesele                                        | Antoni Czechow      | Walery Fokin                                      | Dymitr Mózgownica                | Teatr im. Stefana Jaracza w Łodzi   |
| 17 października 1999 | Zatrudnimy clowna                             | Matei Visniec       | Emilia Sadowska                                   |                                  | Teatr Studyjny PWSFTviT Łódź        |
| 27 maja 2000         | 101 dalmatyńczyków                            | Dodie Smith         | Jerzy Bielunas                                    | Agent, Bokser, Mały dalmatyńczyk | Teatr im. Stefana Jaracza w Łodzi   |
| 6 października 2001  | Romeo i Julia                                 | William Shakespeare | Waldemar Zawodziński                              | Parys, Romeo                     | Teatr im. Stefana Jaracza w Łodzi   |
| 2 lutego 2002        | Skóra węża                                    | Tennessee Williams  | Mariusz Grzegorzek                                | Val Xevier                       | Teatr im. Stefana Jaracza w Łodzi   |
| 10 stycznia 2004     | Historia o Miłosiernej, czyli Testament psa   | Ariano Suassuna     | Remigiusz Brzyk                                   | Zbój                             | Teatr im. Stefana Jaracza w Łodzi   |
| 11 września 2004     | Wojna matka                                   | Bertolt Brecht      | Remigiusz Brzyk                                   | Żołnierz w futrze                | Teatr im. Stefana Jaracza w Łodzi   |
| 15 grudnia 2004      | Opera za trzy grosze                          | Bertolt Brecht      | Laco Adamik                                       | Mateusz                          | Teatr Syrena                        |
| 13 stycznia 2006     | Tango operita: szare kwiaty                   | Roman Kołakowski    | Jarosław Staniek                                  | Anioł Tanga                      | Teatr Syrena                        |
| 29 kwietnia 2006     | Trzy kobiety i stroiciel fortepianu           | Helen Cooper        | Romuald Szejd                                     | Harold                           | Teatr Scena Prezentacje w Warszawie |
| 21 października 2006 | Klub hipochondryków 2, czyli coś dla ducha    | Meggie W. Wrightt   | Wojciech Malajkat                                 | Mark i Duch                      | Teatr Syrena                        |
| 24 listopada 2006    | Songi                                         | Bertolt Brecht      | Tomasz Dutkiewicz                                 |                                  | Teatr Komedia w Warszawie           |
| 16 stycznia 2009     | Dzieje grzechu                                | Krzesimir Dębski    | Anna Kękuś-Poks                                   | Łukasz Niepołomski               | Teatr Muzyczny „Capitol” Wrocław    |
| 14 października 2012 | Single i remiksy                              | Marcin Szczygielski | Olaf Lubaszenko                                   | Sebastian                        | Teatr Capitol w Warszawie           |
| 4 listopada 2012     | Zorro                                         | Zbigniew Krzywański | Jacek Bończyk według powieści Johnstona McCulleya | Don Diego de la Vega/Zorro       | Teatr Muzyczny Łódź                 |
| 13 maja 2016         | Single po japońsku                            | Marcin Szczygielski | Olaf Lubaszenko                                   | Sebastian                        | Teatr MY                            |
| 22 stycznia 2020     | Czarno to widzę, czyli wymieszani posortowani | Marcin Szczygielski | Ewa Kasprzyk                                      | transseksualistka Malwina        | Omenaa Foundation / Teatr Palladium |
| 2021                 | Winda do Nieba, czyli czworo po czterdziestce | Fritz Schindlecker  | Dariusz Taraszkiewicz                             | agent ubezpieczeniowy Jerzy      |                                     |

### Dubbing
- 2010: Podróże Guliwera
- 2010: Victoria znaczy zwycięstwo jako Eikner
- 2010: Jake i Blake
- 2010: Marmaduke
- 2010: Astro Boy